# Kassøværket
Kassøværket er et anlæg 1½ km vest for Hjordkær i Sønderjylland, der producerer e-metanol til brug som klimavenligt brændstof i skibe. Værket, der blev indviet 13. maj 2025, ejes af det danske energiselskab European Energy. Det er verdens største kommercielle e-metanol-fabrik. Værket er placeret 100 m øst for det store solcelleanlæg ved Kassø, som skal levere en del af strømmen til værket.
Professor og institutdirektør på DTU Søren Linderoth og professor Brian Vad Mathiesen fra Aalborg Universitet udtalte ved værkets indvielse, at dets åbning var en milepæl for udviklingen af power-to-X - dvs. teknologier, der kan anvende klimavenlig strøm fra sol- og vindenergi til indirekte at erstatte fossile brændsler i anvendelser, hvor elektricitet ikke direkte er brugbar som erstatning.

## Baggrund
E-metanol eller grøn metanol er metanol, som er fremstillet uden at udlede drivhusgasser ved at omdanne vand til brint ved hjælp af strøm fra vindmøller og solceller og derpå kombinere brinten med CO2, hvilket giver metanol. Det er dermed et eksempel på en anvendt power-to-X-teknologi. Metanolen kan blandt andet bruges som brændstof i store skibe og dermed spille en vigtig rolle i den grønne omstilling ved at træde i stedet for anvendelser af fossile brændsler, der ellers er svære at erstatte. Der har derfor været stor interesse blandt nogle rederier og andre virksomheder for at kunne købe grøn metanol som led i opfyldelsen af virksomhedernes klimamål, men indtil Kassøværkets indvielse har der ikke været etableret produktion af grøn metanol i stor stil på et niveau, hvor det er kommercielt interessant.
Der har tidligere været en række forsøg på at etablere en tilsvarende produktion, blandt andet af Ørsted A/S i Sverige, men de er alle blevet sløjfet på grund af dårlig økonomi. Produktionen af grøn metanol er meget dyr, og man har derfor ikke villet sætte produktion i gang for alvor, inden man havde garanti for, at der var købere til produktet. I Kassøværkets tilfælde er det imidlertid lykkedes at skaffe forhåndsbestillinger fra en række store danske virksomheder til af aftage e-metanolen. Det gælder blandt andet A.P. Møller - Mærsk, som vil anvende brændstoffet i tanken på containerskibet Laura Mærsk, som er det første containerskib i verden, der er specielt fremstillet til at anvende e-metanol som brændstof. Også LEGO og Novo Nordisk er interesserede aftagere. I deres tilfælde ønsker de at anvende metanolen til fremstilling af plastik.
I marts 2025, altså et par måneder inden den officielle indvielse, producerede værket verdens første kommercielle flaske e-metanol. Værket er samtidig det første danske power-to-X-anlæg, der er koblet direkte til det danske elektricitetsforsyningsnet.

## Værkets produktion
Produktionen foregår ved, at vand først spaltes i brint og ilt ved elektrolyse, dvs. ved at lede en elektrisk strøm igennem vandet. Det meste af strømmen hertil kommer fra den nærliggende solcellepark. En fordel ved fremstillingen er, at elektrolysen nemt kan skrues op i perioder med overskud af strøm i elnettet, hvor elektricitet er billig, og omvendt skrues ned på tidspunkter, hvor elektricitetsproduktionen er sparsom på grund af ugunstige vejrforhold (såkaldt dunkelflaute). Dermed kan værket hjælpe med til at stabilisere udsvingene i den danske elproduktion.
Næste skridt i produktionen er at omdanne brinten til metanol (også kaldet træsprit). Det sker ved at kombinere brinten med CO2, som fås fra et nærliggende biogasanlæg. Brint og CO2 giver tilsammen metanol, der kan bruges dels som brændstof, dels som en komponent i den kemiske industri, f.eks. til plastfremstilling. Brinten ville også på egen hånd kunne anvendes som brændstof, men metanol har den fordel, at den er flydende ved stuetemperatur. Derfor er den meget nemmere at opbevare og transportere end brint. Populært kaldes e-metanolen, der bliver et resultat af hel processen, for "flydende sol og vind". Et biprodukt ved metanolfremstillingen er overskydende varme, som anvendes til grøn fjernvarme til nogle tusinde husstande i området.
Det er planen, at e-metanol-anlægget i Kassø skal kunne producere omkring 42.000 ton metanol årligt. Det svarer til 53 millioner liter. Produktionen, når værket kører på fuld kapacitet, vurderes at kunne række til, at tre-fire mindre containerskibe fra Mærsk kan sejle udelukkende på brændstof fra Kassø.
Udover Kassøværket planlægger European Energy at udvikle flere og større metanolanlæg, hvor erfaringerne fra Kassø vil kunne bruges til at forfine teknologien. Der er således planlagt projekter i Brønderslev, Nakskov og Padborg. På værket i Nakskov er det planen at producere 100.000 tons e-metanol årligt, altså lidt mere end det dobbelte af Kassøværkets kapacitet.
Søren Linding nævnte i en kommentar i Jyllands-Posten ved værkets indvielse, at det ikke i sig selv var konkurrencedygtigt i forhold til fossilt brændstof, hvis pris kun var i størrelsesordenen en tredjedel af Kassøværkets produkt. Værkets reelle hovedfunktion var derfor at være en slags kravlegård, hvor ejerne kunne indsamle den nødvendige viden, der skal til for at gøre processerne mere effektive og skalere nye anlæg, så de næste generationer af brændstof bliver billigere. European Energys ambition er at sænke kostprisen med en tredjedel inden 2030 og en tredjedel mere inden 2035, altså i løbet af 10 år.